# クリスマスパレード (競走馬)
クリスマスパレード（欧字名:Christmas Parade、2021年3月29日 - ）は、日本の競走馬。主な勝ち鞍に2024年の紫苑ステークス。
馬名の由来は、「ツツジ科エリカ属の常緑低木の品種名。母名より連想」。

## 戦績
2023年12月3日、中山競馬場第5レースの2歳新馬戦（芝2000m）で、石川裕紀人を背にデビュー。2番手から3コーナー過ぎで先頭に立つと、そのまま押し切ってデビュー戦を勝利で飾った。
迎えた3歳シーズン、初戦の水仙賞（1勝クラス）も勝利し、デビューからの2連勝を達成。重賞初挑戦で出走した4月21日のフローラステークスは、レース前から落ち着きがなく、初めての東京競馬場に適応できず4着に敗北。デビューからの連勝も止まった。初ダートの関東オークスは9着に沈む。9月7日の紫苑ステークスは道中2番手から直線の入り口で先頭に立つと、後続の追い上げをしのぎきり優勝。コースレコードでの重賞初制覇を果たすとともに、秋華賞の優先出走権も獲得した。
しかし、次走については優先出走権を獲得した秋華賞を含めて、様々な選択肢から検討しているという。

## 競走成績
以下の内容は、JBISサーチおよびnetkeiba.comに基づく。
| 競走日     | 競馬場 | 競走名        | 格    | 距離（馬場）  | 頭 数 | 枠 番 | 馬 番 | オッズ （人気） | 着順 | タイム （上り3F） | 着差 | 騎手        | 斤量 [kg] | 1着馬（2着馬）         | 馬体重 [kg] |
| ---------- | ------ | ------------- | ----- | ------------- | ----- | ----- | ----- | --------------- | ---- | ----------------- | ---- | ----------- | --------- | ---------------------- | ----------- |
| 2023.12.03 | 中山   | 2歳新馬       |       | 芝2000m（良） | 16    | 6     | 12    | 004.40（2人）   | 01着 | R2:00.7（35.8）   | -0.2 | 0石川裕紀人 | 55        | （パシフィックハイツ） | 466         |
| 2024.02.24 | 中山   | 水仙賞        | 1勝   | 芝2200m（稍） | 7     | 5     | 5     | 003.00（2人）   | 01着 | R2:14.3（35.8）   | -0.2 | 0石川裕紀人 | 55        | （マイネルフランツ）   | 464         |
| 0000.04.21 | 東京   | フローラS     | GII   | 芝2000m（良） | 14    | 8     | 14    | 005.40（3人）   | 04着 | R1:59.3（35.1）   | -0.3 | 0石川裕紀人 | 55        | アドマイヤベル         | 454         |
| 0000.06.12 | 川崎   | 関東オークス  | JpnII | ダ2100m（良） | 11    | 7     | 9     | 003.60（2人）   | 09着 | R2:24.5（45.6）   | -6.0 | 0石川裕紀人 | 55        | アンデスビエント       | 462         |
| 0000.09.07 | 中山   | 紫苑S         | GII   | 芝2000m（良） | 13    | 5     | 6     | 006.60（5人）   | 01着 | R1:56.6（33.9）   | -0.0 | 0石川裕紀人 | 55        | （ミアネーロ）         | 460         |
| 0000.10.13 | 京都   | 秋華賞        | GI    | 芝2000m（良） | 15    | 7     | 13    | 019.70（8人）   | 05着 | R1:57.6（35.8）   | -0.5 | 0石川裕紀人 | 55        | チェルヴィニア         | 464         |
| 2025.01.05 | 中山   | 中山金杯      | GIII  | 芝2000m（良） | 18    | 7     | 15    | 004.40（1人）   | 04着 | R1:58.5（36.1）   | -0.4 | 0石川裕紀人 | 55        | アルナシーム           | 460         |
| 0000.03.08 | 中山   | 中山牝馬S     | GIII  | 芝1800m（良） | 14    | 4     | 6     | 003.80（1人）   | 03着 | R1:47.2（35.3）   | -0.1 | 0石川裕紀人 | 56        | シランケド             | 458         |
| 0000.05.18 | 東京   | ヴィクトリアM | GI    | 芝1600m（良） | 17    | 1     | 1     | 020.40（8人）   | 09着 | R1:32.5（34.0）   | -0.4 | 0石川裕紀人 | 56        | アスコリピチェーノ     | 460         |
| 0000.08.03 | 札幌   | クイーンS     | GIII  | 芝1800m（良） | 14    | 8     | 13    | 008.30（5人）   | 09着 | R1:47.0（35.1）   | -1.0 | 0横山武史   | 57        | アルジーヌ             | 468         |

- タイム欄のRはレコード勝ちを示す
- 競走成績は2025年8月3日現在

## 血統表
| クリスマスパレードの血統      | クリスマスパレードの血統              | クリスマスパレードの血統              | （血統表の出典）                      | （血統表の出典）        |
| 父系                          | サンデーサイレンス系（ヘイロー系）    | サンデーサイレンス系（ヘイロー系）    | サンデーサイレンス系（ヘイロー系）    |                         |
| 父 キタサンブラック 2012 鹿毛 | 父の父ブラックタイド 2001 黒鹿毛      | *サンデーサイレンス                   | Halo                                  | Halo                    |
| 父 キタサンブラック 2012 鹿毛 | 父の父ブラックタイド 2001 黒鹿毛      | *サンデーサイレンス                   | Wishing Well                          |                         |
| 父 キタサンブラック 2012 鹿毛 | 父の父ブラックタイド 2001 黒鹿毛      | *ウインドインハーヘア                 | Alzao                                 | Alzao                   |
| 父 キタサンブラック 2012 鹿毛 | 父の父ブラックタイド 2001 黒鹿毛      | *ウインドインハーヘア                 | Burghclere                            |                         |
| 父 キタサンブラック 2012 鹿毛 | 父の母シュガーハート 2005 鹿毛        | サクラバクシンオー                    | サクラユタカオー                      | サクラユタカオー        |
| 父 キタサンブラック 2012 鹿毛 | 父の母シュガーハート 2005 鹿毛        | サクラバクシンオー                    | サクラハゴロモ                        |                         |
| 父 キタサンブラック 2012 鹿毛 | 父の母シュガーハート 2005 鹿毛        | オトメゴコロ                          | *ジャッジアンジェルーチ               | *ジャッジアンジェルーチ |
| 父 キタサンブラック 2012 鹿毛 | 父の母シュガーハート 2005 鹿毛        | オトメゴコロ                          | *テイズリー                           |                         |
| 母 *ミスエリカ 2012 黒鹿毛    | 母の父Blame 2006 鹿毛                 | Arch                                  | Kris S.                               | Kris S.                 |
| 母 *ミスエリカ 2012 黒鹿毛    | 母の父Blame 2006 鹿毛                 | Arch                                  | Aurora                                |                         |
| 母 *ミスエリカ 2012 黒鹿毛    | 母の父Blame 2006 鹿毛                 | Liable                                | Seeking the Gold                      | Seeking the Gold        |
| 母 *ミスエリカ 2012 黒鹿毛    | 母の父Blame 2006 鹿毛                 | Liable                                | Bound                                 |                         |
| 母 *ミスエリカ 2012 黒鹿毛    | 母の母Le Relais 2004 黒鹿毛           | *コロナドズクエスト                   | *フォーティナイナー                   | *フォーティナイナー     |
| 母 *ミスエリカ 2012 黒鹿毛    | 母の母Le Relais 2004 黒鹿毛           | *コロナドズクエスト                   | Laughing Look                         |                         |
| 母 *ミスエリカ 2012 黒鹿毛    | 母の母Le Relais 2004 黒鹿毛           | Malbay                                | Apalachee                             | Apalachee               |
| 母 *ミスエリカ 2012 黒鹿毛    | 母の母Le Relais 2004 黒鹿毛           | Malbay                                | Sawmill Lady                          |                         |
| 母系(F-No.)                   | (FN:2-n)                              | (FN:2-n)                              | (FN:2-n)                              |                         |
| 5代内の近親交配               | Lyphard：S5×S5、Mr. Prospector：M5×M5 | Lyphard：S5×S5、Mr. Prospector：M5×M5 | Lyphard：S5×S5、Mr. Prospector：M5×M5 |                         |
| 出典                          | 1.                                    | 1.                                    | 1.                                    | 1.                      |